# Gabara fosteri
Gabara fosteri är en fjärilsart som beskrevs av William Schaus. Gabara fosteri ingår i släktet Gabara och familjen nattflyn. Inga underarter finns listade i Catalogue of Life.